# Mathieu Tenant de la Tour
Antoine Marie Joseph Mathieu Tenant de la Tour (1883-1917) est un aviateur français. As de la Première Guerre mondiale, il faisait partie de l'escadrille des Cigognes.

## Biographie
Mathieu Tenant de la Tour naît le 5 décembre 1883 à Paris, dans une famille du Limousin. Sa mère est Marie Costis-Lasserve. Son père Albert travaille à la Caisse des dépôts et consignations. Deux de ses trois frères, François (1881-1915) et Raymond (1885-1917) sont également tués durant la guerre. Engagé dans un premier temps dans les chasseurs alpins, au 11e BCA, nommé sergent, une mauvaise blessure l'oblige à changer d'arme. 
Cavalier accompli, il passe au 5e régiment de hussards, comme maréchal des logis, à Nancy, avant d'être nommé sous-lieutenant du même régiment en août 1914. Il se distingue rapidement dans une reconnaissance sur la Somme pendant la Course à la mer. À l'occasion d'une rencontre avec des uhlans, il engage un combat au sabre et blesse l'un d'eux - il est cité à l'ordre du régiment pour cette action et reçoit la croix de guerre avec étoile de bronze. 
Il se porte alors volontaire pour l'aviation d'abord comme observateur, puis finalement comme pilote à l'École Voisin au camp d'Avord. Il est toujours sous-lieutenant au 5e régiment de hussards lorsqu'il obtient son brevet de pilote civil le 5 mai 1915 (ACF no 1919 en Blériot) suivi de son brevet militaire le 3 juin 1915.
Il est d'abord affecté à l'escadrille MS 15 en juillet 1915, puis à la N 67 à partir du mois d'août. Blessé dans un accident en octobre 1915, il rejoint pourtant le front dès le mois de décembre, affecté à la N 57. Doué d'un sens extraordinaire de l'équilibre, il est capable de marcher sur une corde tendue[réf. nécessaire]. Il abat son premier ballon en janvier 1916, avec l'aide de son observateur, le capitaine François, action pour laquelle il reçoit la Légion d'honneur.
Dirigé sur le front de Verdun, il obtient une nouvelle victoire officielle le 23 avril 1916, en abattant son premier avion. Il est blessé quatre jours plus tard pendant un bombardement aérien. De retour au front avant sa guérison complète, il est affecté à l'escadrille N3 où il fait la connaissance de Heurtaux, de Dorme, de Deullin et de Guynemer : il devient l'un des meilleurs amis de Guynemer[réf. souhaitée] et forme avec Deullin et Heurtaux la « bande noire ».
En Somme, il se distingue en abattant un avion le 9 juillet, près de Péronne (citation à l'ordre de l'armée), puis il obtient une 3e victoire homologuée le 15 juillet, suivie de trois victoires probables entre le 27 et le 3 août. Le 7 août, il abat son 2e ballon (Drachen) à Manoncourt (citation à l'ordre de l'armée).
Le 21 août 1916, il abat un 4e avion à Flacourt (citation à l'ordre de l'armée), obtient une victoire probable le 23 août et une nouvelle victoire aérienne homologuée sur un biplace, le 25 août à Pertain (citation à l'ordre de l'armée).
En septembre 1916, il obtient deux victoires probables, avant d'abattre le 27 décembre, son 6e avion (sa 8e victoire homologuée). Sa nouvelle citation à l'ordre de l'armée indique « a abattu un des plus redoutables pilotes ennemis » : il s'agit peut-être du lieutenant Gustav Leffers, titulaire de neuf victoires.
Nommé lieutenant en octobre 1916, puis de nouveau blessé en janvier 1917, il retourne au front pour prendre le commandement de la N. 26, une autre escadrille du Groupe de Combat des Cigognes.
Le 7 mai 1917, il abat un biplace du côté de Berry-au-Bac. Il abat trois nouveaux avions entre le 9 mai et le 17 juin, qui tombent trop loin dans les lignes allemandes pour être homologués.
le 28 août, il abat un nouvel avion entre Boesinghe et Bixchoote, victoire qui n'est pas homologuée. Son ami Deullin est grièvement blessé le même jour. Le 3 septembre, c'est au tour d'Heurtaux d'être grièvement blessé et le 11 septembre, Guynemer meurt en mission.
Promu capitaine le 3 novembre 1917, Mathieu Tenant de La Tour se tue dans un accident d'avion le 17 décembre 1917. Au-dessus du terrain d'aviation britannique d'Auchel (Pas-de-Calais), pendant une démonstration de voltige aérienne, une boîte se détache et bloque le palonnier de son avion.

## Palmarès, décorations et citations
- 2 ballons homologués
- 7 avions homologués
- 11 victoires probables

- Citation du 3 octobre 1914 à l’ordre du 5e Hussards pour sa reconnaissance et sa blessure en septembre 1914) : : « sous-lieutenant au 5e Hussards, le 26 septembre 1914, à Herbecourt s’est engagé crânement pour exécuter dans des conditions périlleuses, la reconnaissance des lignes ennemis et blessé a tenu à rendre compte lui-même de sa mission ».
- Chevalier de la Légion d’honneur et croix de guerre avec palme (J.O du 23 février 1916) sous-lieutenant à l’escadrille no 57 : « Le 23 janvier 1916, pendant une chasse par une mer de brouillard, se décide à attaquer un Drachen allemand qui émergeait, l’approche et dans un duel à la mitrailleuse avec le passager de la nacelle, réussit à éteindre le feu de celui-ci. Continue le tir dans le ballon jusqu’à être lui-même à cent cinquante mètres du sol. Complètement perdu et son moteur ne donnant presque plus, parvient grâce à son sang-froid et à son énergie à atterrir dans les lignes anglaises ».
- Citation à l’ordre de la VIe Armée (ordre général no 373, du 27 juillet 1916) sous lieutenant à l’escadrille no 3 : « Blessé à Verdun au cours d’un combat aérien, est revenu sur le front avant sa guérison complète. Le 9 juillet a abattu son deuxième avion allemand près de Péronne ».
- Citation à l’ordre de la VIe Armée (ordre général no 394, du 25 septembre 1916) sous lieutenant à l’escadrille no 3 : « Brillant pilote de chasse. Le 15 juillet, a abattu un avion (troisième) et le 7 août un Drachen ennemis ».
- Citation à l’ordre de la VIe Armée (ordre général no 387, du 3 septembre 1916) sous lieutenant à l’escadrille no 3 : « Brillant pilote de chasse. Le 21 août 1916, a abattu son quatrième avion ennemi ».
- Citation à l’ordre de la VIe Armée (ordre général no 388, du 5 septembre 1916) sous lieutenant à l’escadrille no 3 : « Pilote de chasse de premier ordre. Le 25 août 1916, a abattu son cinquième avion ennemi, qui s’est écrasé dans les lignes allemandes ».
- Citation à l’ordre de la VIIIe Armée (ordre général no 140, du 7 avril 1917) lieutenant à l’escadrille no 3 : « Brillant pilote de chasse. Le 27 décembre 1916, a abattu un des plus redoutables pilotes ennemis. 8e appareil abattu par ce pilote ». [Lieutenant Gustav Leffers]
- Citation à l’ordre de la Xe Armée (ordre général no 275, du 5 juin 1917) lieutenant commandant l’escadrille no 26 : « Excellent chef d’escadrille. Brillant pilote de chasse. Le 7 mai 1917 a abattu un avion ennemi qu s’est écrasé dans nos lignes ».
- chevalier de l'ordre de Léopold (Belgique)
- croix de guerre (Belgique)
- chevalier de l'ordre de Sainte Anne (Russie)